# Luca Manning

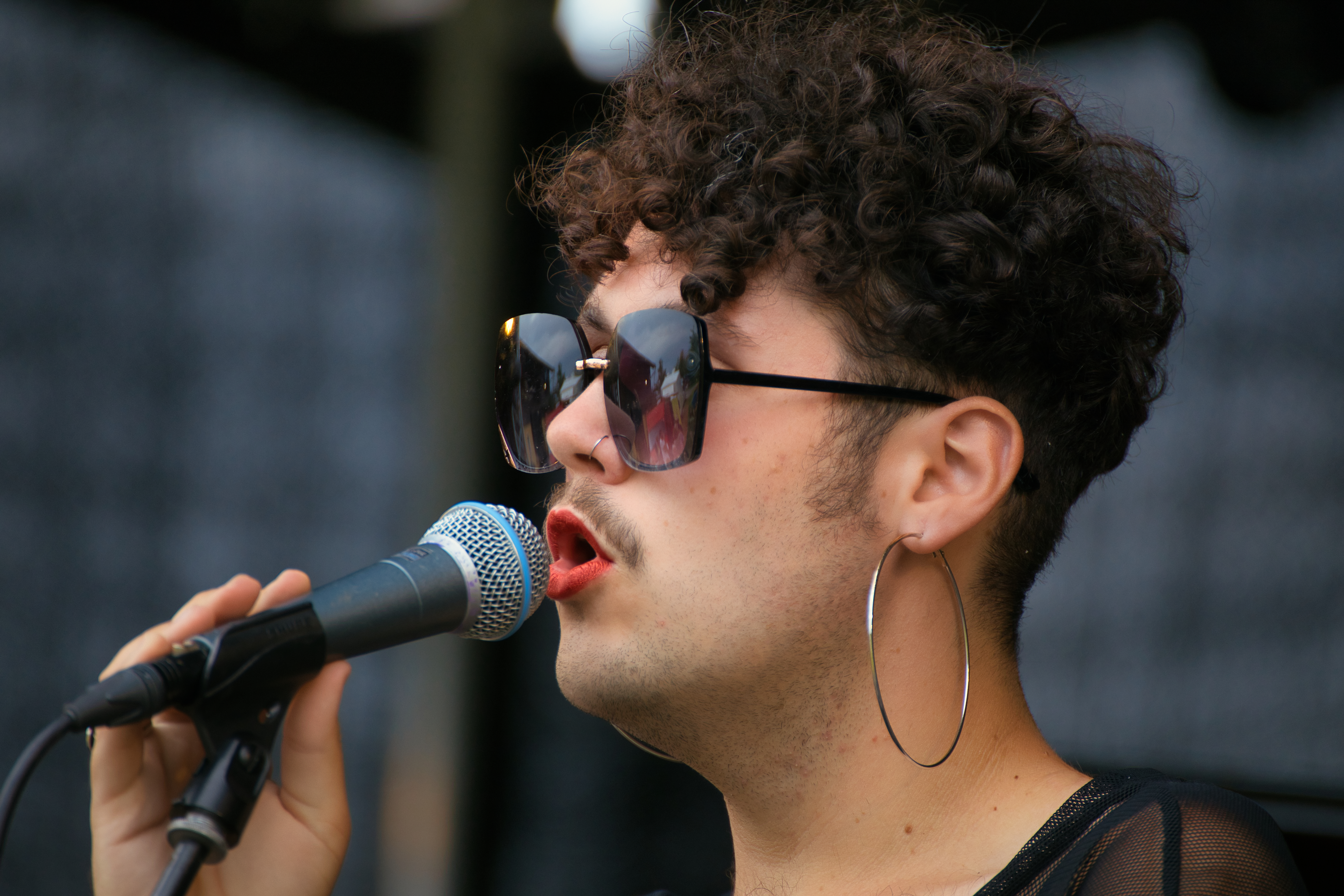
Luca Manning, INNtöne Jazzfestival 2021

Luca Manning (* 31. März 1999 in Glasgow) ist ein britischer Jazzsänger und Songwriter.

## Leben und Wirken
Manning lernte als Jugendlicher Gitarre und Klavier und sang in einem Chor. Er wollte zunächst Rockmusiker werden, bevor er mit 16 Jahren auf einem Workshop des Strathclyde Youth Jazz Orchestra den Jazz entdeckte. Zunächst trat er bei den Jazzfestivals von Glasgow, Edinburgh und Dundee auf, aber auch bei der BBC. Er zog nach London, wo er Jazz an der Guildhall School of Music studiert. 2018 wurde er Mitglied des London Vocal Project und Sänger des National Youth Jazz Orchestra.
Manning leitete eigene Ensembles und wurde im Londoner Pizza Express Jazz Club und im Ronnie Scott’s Jazz Club präsentiert. Unter eigenem Namen veröffentlichte er 2019 das Album When the Sun Comes Out, auf dem ihn Fergus McCreadie begleitete, mit der Glasgower Nu-Jazz-Band corto.alto den Titel Unchecked (2020). 2022 erschien seine EP Noises with Friends. Er ist mit Liane Carroll, Ian Shaw und Laura Macdonald aufgetreten. Weiterhin hat er als Sänger in Ensembles wie dem Capital Orchestra und dem Queertet und als Backgroundsänger für Rosie Frater-Taylor gearbeitet.
Manning ist Gewinner des Rising Star Award bei den Scottish Jazz Awards 2018. 2020 wurde er bei den Parliamentary Jazz Awards als Newcomer of the Year ausgezeichnet.

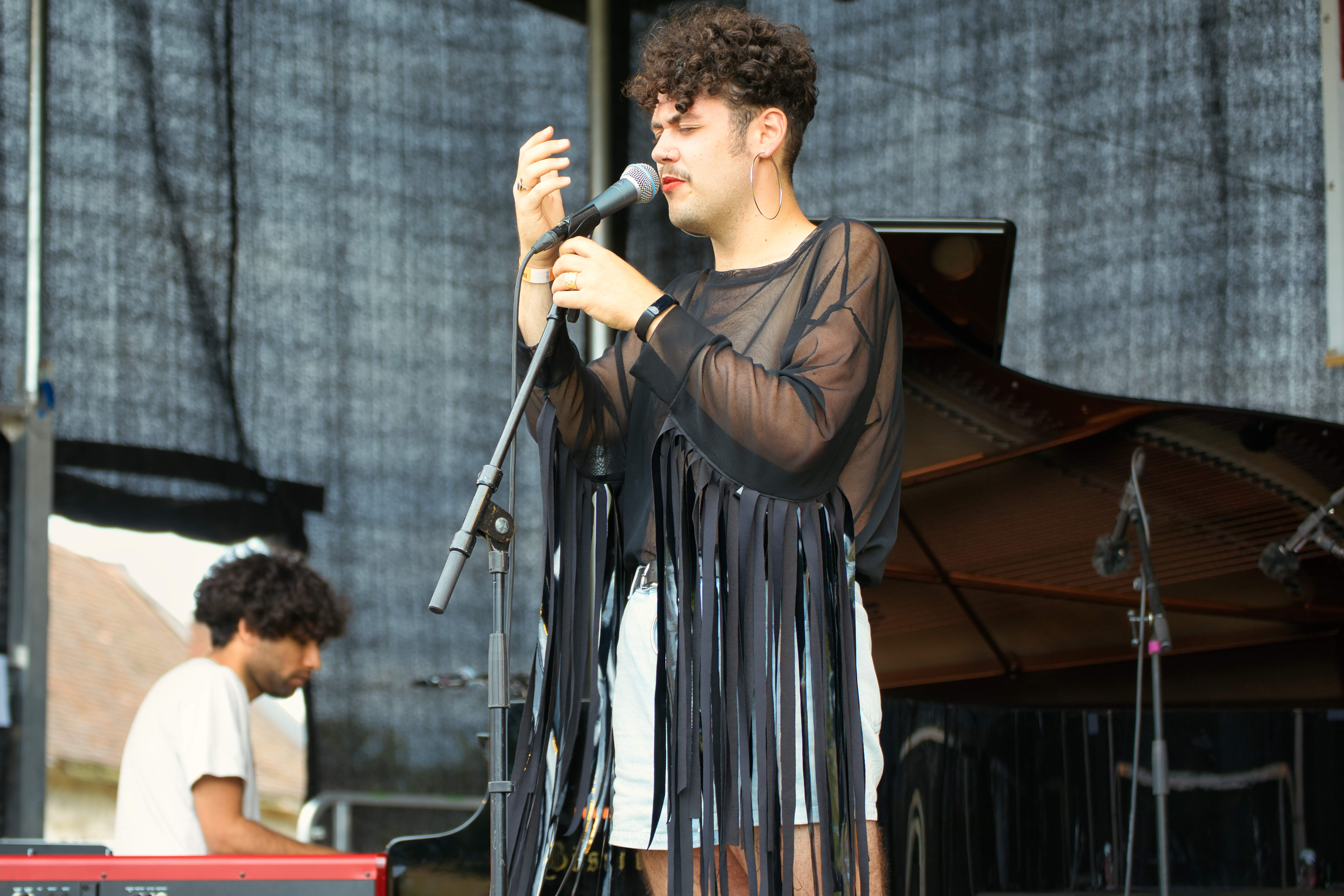
Luca Manning mit Jay Verma (2021)